# Triage (BWL)
Triage (französisch vom Verb „trier“ = sortieren, deutsch auch Sichtung, Einteilung) beschreibt zunächst ein allgemeines Konzept des „Sortierens nach Dringlichkeit“. Besonders bekannt ist die Triage im Bereich der Medizin (das Einteilen der Verletzten bei einem Katastrophenfall nach der Schwere ihrer Verletzungen).
Darüber hinaus hat das Auswahlprozess-Konzept auch vereinzelt in der Betriebswirtschaftslehre Einzug gehalten, insbesondere in der Wirtschaftsinformatik. Der Begriff 'Triage' wird auch von zahlreichen Vorgangsmanagement- oder Ticketsystemen als wichtiger Status für gesichtete und eingeteilte Vorgänge genutzt.
Die Triage ist eng verbunden mit der Ausgestaltung des Demand Management (Nachfragemanagement), welches, ursprünglich auch aus der Medizin, auf verschiedene Bereiche angewandt wird.
Im ökonomischen Sinn meint man etwa die Segmentierung von Kundenwünschen bzw. externen Anforderungen oder die Bestimmung der Prozessvariante, die in einer bestimmten Situation am besten zur Problemlösung geeignet ist.
Das Triage-Konzept verfolgt das Ziel der Optimierung und Beschleunigung von Geschäftsprozessen mittels Zuweisung bestimmter Anforderungsklassen an weiter spezialisierte Geschäftsprozesse. So kann zum Beispiel bei der Kreditantrags-Abwicklung in einer Bank zwischen einfachen, durchschnittlichen und schwierigen Fällen unterschieden werden. Für jede dieser Klassen existiert nach dem Triage-Konzept eine spezialisierte Variante des Geschäftsprozesses "Kreditabwicklung". Damit wird das unnötige Anfordern von Ressourcen vermieden und der Geschäftsprozess beschleunigt.
Eine Weiterführung der Triage stellt das sogenannte Eisenhower-Prinzip dar.
Eine früher übliche Bedeutung von Triage war auch der Ausschuss von Waren, insbesondere bei Kaffeeabfall bzw. minderwertigem Kaffee.